# I’m Still Standing
«I’m Still Standing» (англ. Я ещё на ногах) — песня, написанная английским музыкантом Элтоном Джоном и автором песен Берни Топином, из студийного альбома Элтона Джона 1983 года Too Low for Zero. Это был второй сингл с альбома, выпущенный в Великобритании, и первый сингл, выпущенный в США.

Хотя «I’m Still Standing» часто воспринимается как личный манифест Элтона Джона, Топин писал текст, имея в виду другого конкретного человека.
Возможно, это ещё один пример того, как первоначальная идея интерпретируется каждым совершенно по-своему. Я думаю, что люди видят в этом гимн, основанный на сильном чувстве Элтона к выживанию перед лицом невзгод. Что, поверьте мне, меня вполне устраивает. На самом деле, возможно, это бесконечно интереснее, чем то, о чём было написано изначально.
Видео, срежиссированное Расселом Малкахи, было снято в Каннах и Ницце на Лазурном Берегу во Франции. Арлин Филлипс, которая поставила хореографию номеров, исполняемых в видео, позже говорила, что эта работа — один из самых ярких моментов за всю её карьеру.
В 2019 году были повторно отсканированы оригинальные негативы 16-миллиметровой пленки и воссоздана компьютерная графика, в результате чего была выпущена обновленная версия видеоклипа. Эта версия видео была использована в финале байопика «Рокетмен» 2019 года, в котором Тэрон Эгертон (изображающий Джона) был ротоскопирован, чтобы воссоздать запоминающиеся сцены из оригинального музыкального видео. Обновлённый видеоклип также был выложен на канале Элтона Джона на YouTube.

## Участники записи
- Элтон Джон — вокал, акустическое фортепиано, синтезаторы
- Дэйви Джонстон — электрогитары, бэк-вокал
- Ди Мюррей — бас, бэк-вокал
- Найджел Олссон — ударные, бэк-вокал